# 国家憲兵隊 (フランス)

国家憲兵隊（こっかけんぺいたい、フランス語: Gendarmerie nationale）は、フランスの警察組織の1つ。フランス軍事省および内務省の管轄下にある国家憲兵として、主として地方圏での警察活動を担当する。また警察組織であると同時に、陸軍・海軍・空軍とともにフランス軍の一部を構成している。
単にジャンダルムリ (Gendarmerie) とも称される。また日本語では、警察軍、軍警察とも訳される。隊員は古フランス語の gens d’armes（武装した者たち）に語源を持つジャンダルム (gendarme) と呼ばれる。

## 歴史
ジャンダルムリの起源には諸説あり、中世、1190年の守衛官（Sergent d'arme）の創設まで遡るという説もある。また明らかな起源としては、百年戦争中に創設された近衛騎兵隊（connétableおよびmaréchaussée）がある。
この時期、常備軍の制度は未発達であり、戦争が始まると君主が貴族と契約して兵士を雇うという傭兵制度であったが、戦争が終わると給料が払われなくなった兵隊たちが農村を荒らすのが常であり、特にイタリア戦争後には農村の略奪が問題になった。都市においては自治運動の一環として警察機構が整備されつつあったのに対し、農村は等閑に付されていたことから、このように野盗化した兵隊に対応するためにも憲兵組織が整備されていくことになった。1373年6月22日の勅令により、シャルル5世は、パリに軍事法廷を置くことおよび軍隊やその野営地における軍事警察業務を行うことを規定した。
当初、軍事警察組織の管轄権は国王領に限定されていたが、1536年1月25日の布告によって民間地域にも拡大された。またその対象も、後には軍人だけでなく、農村において野盗・強盗を働いた民間人にも拡大され、1549年には、農村における警察業務は憲兵隊が管轄することが法制化された。
18世紀に入って、ジャンダルムリは全国規模の警察組織として再編されることになった。1720年には大規模な改編による組織効率化が行われ、1779年には更に増強された。フランス革命前夜には、4,114名の兵力が確保されていた。革命期には、民衆の弾圧に繋がるとして一度は解体されたが、1791年2月16日、現在の体制で再編成された。

## 所掌
一般警察業務については、おおむね、地方部は国家憲兵隊、都市圏は国家警察が分担しているが、多くの点で入り組んでおり、治安出動などの緊急活動については、明確な区分はほとんどないのが実情である。1941年以降、県庁所在地および人口1万人以上のコミューンには国家警察の地方支分部局が設置されてこれを担当し、それに満たないコミューンは国家憲兵隊が担当するものとされていた。その後、1995年1月21日の法律にもとづき、1996年9月19日から基準が変更され、人口2万人が境界線となった。
また国家憲兵隊固有の任務として、裁判所や政府機関、在外公館や空港の警備や沿岸警備にもあたっている。

### 指揮系統
国家憲兵隊は、元来は国防大臣の指揮を受けていたが、平時の警察活動に関しては、機動憲兵隊は内務大臣の指揮を、県憲兵隊は県知事の指揮を受けていた。また、他軍種・省庁への配属部隊は、それぞれの配属先の指揮を受けていた。その後、2009年1月1日より、内部部局と実施部隊の指揮権は全面的に内務大臣に移管された。ただし軍政面の管理権と教育機関の指揮権は引き続き国防大臣が所掌しており、また隊員の軍人としての資格も維持される。
なおフランスの司法制度の規程上、国家警察と同様に国家憲兵隊においても、司法警察（刑事警察）活動は、予審判事（Juge d'instruction）の指揮監督を受ける必要がある。

## 編制

### 国家憲兵総局
内部部局として、オー＝ド＝セーヌ県イシー＝レ＝ムリノーに国家憲兵総局（Direction générale de la Gendarmerie nationale; DGGN）が設置されている。
DGGNは、3つの局と、それを補完する2つの部によって構成されている。
- 財務・支援局（DSF）
- 人事局（DPMGN） - 憲兵の訓練と憲兵を含めた全職員の人事管理を所掌する。
- 作戦役務局 (DOE) 
  - 公共安全・交通準局 - 生活安全・交通警察部門
  - 司法警察準局 - 刑事警察部門
  - 公秩序・防衛準局
  - 組織評価準局
  - 国際協力準局
- 調達・装備・兵站部（SAELSI）
- 情報技術・国土防衛部（ST (SI) ²） - 国家警察との共同の機関

### 実施部隊
DGGNの隷下には、下記のように3つの主たる実施部隊が設置されている。またこの他、DGGN直轄部隊として対テロ作戦部隊（特殊部隊）である治安介入部隊（GIGN）、原子力発電所警備を担当する特殊防護小隊（PSPG）が編成されている。
- 機動憲兵隊 - 機動運用部隊。暴動鎮圧や雑踏警備のほか、他部門の応援なども所掌する
  - 介入小隊（PI）、広域地域圏介入小隊（PI2G） - 強行犯対策・人質救出作戦部隊。県憲兵隊のPSIGが対応できない場合はまずPI、PIで対応困難であればPI2Gが対応し、より重大なものであればGIGNの担当となる
  - 装甲部隊（GBGM） - 特科車両隊。装甲戦闘車両などを運用する
- 県憲兵隊 - 局地警備部隊。各県ごとに設置され、一般警察業務を所掌する
  - 警邏介入小隊（PSIG） - 警邏隊。また強行犯への初動対応も担当するなど、国家警察の犯罪対策班（BAC）と同様の部隊であり、人的交流も計画されている[11]。
  - 山岳小隊（PGHM） - 山岳警備隊。山岳地帯を管轄する県憲兵隊に編成されている
- 共和国親衛隊 - 警衛部隊。 大統領の警護やパリにある政府庁舎の警備を所掌する

また、他軍種・省庁の指揮下に分遣されている部隊として、下記のような部隊がある。
- 国外派遣憲兵隊（CGOM） - 海外県・海外領土での一般警察業務や国外派遣部隊の作戦指揮を所掌するほか、外務省の指揮下に配属されて在外公館の警備も所掌する
- 海上憲兵隊（Gmar） - 海軍の鎮守府長官の指揮下に配属され、海上警備救難を所掌する
- 航空憲兵隊（Gair） - 空軍の指揮下に配属され、航空機の運用のほか、空軍基地の警備や軍用機の事故対策も所掌する
- 空港憲兵隊（GTA） - エコロジー・持続可能開発・エネルギー省の民間航空総局（DGAC）の指揮下に配属され、空港警備のほか、航空関連犯罪の捜査も所掌する
- 需品憲兵隊（Garm） - 装備総局（DGA）の指揮下に配属され、DGA施設の警備および犯罪捜査を所掌する
- 核戦力憲兵隊（Gsan） - 国防省の直轄下に配属され、フランスの大量破壊兵器の警備を所掌する

### 人材
機動憲兵隊と県憲兵隊の大佐以下の階級章は肩章に入っている線の色が黄色（機動憲兵隊）、白色（県憲兵隊）と異なる。
正規憲兵官は、将校（d'officiers）および下士官（sous-officiers）で構成される。また兵士としては、任期制（第1任期2年、更に3年延長可能）の憲兵助手（当初はGA、1998年以降はGAV）の制度がある。

#### 人員構成
- 憲兵幹部：6,450人
- 憲兵：7万4,050人
- 技術士官：4,300人
- 補助憲兵：1万4,400人
- 事務官：2000人（文民スタッフ）- 国家公務員と契約職員で構成される。
- 予備役：3万人枠の内、1754人の予備憲兵が登録されている。

## 装備

### 火器
第二次世界大戦後、国家憲兵の装備火器は、連合国のものやナチス・ドイツによるフランス占領下に持ち込まれたり生産されたりしたドイツ製のものなどが混在し、非常に多彩になっていた。拳銃としては、ドイツ製のルガーP08やワルサーP38が多用されていたが、フランス製のSACM 35やMAS 35も用いられていた。また短機関銃についても、フランス製のMAS 38のほか、ドイツ製のMP40、イギリス製のステン、アメリカ製のトンプソンが用いられていた。
1950年代に入ってフランスの兵器生産能力が復旧するのに伴い、整理が始まった。おおむねフランス軍に準じた装備体系が採用されており、準軍事的任務に備えて、MAS 36小銃および半自動式のMAS 49小銃が導入されるとともに、短機関銃はMAT 49に統一された。拳銃については、1957年以降、軍と同様のMAS 50への統一が進められていった。国家警察で主力装備とされていたマニューリン MR 73回転式拳銃は、装弾数の少なさが嫌われて、国家憲兵ではごく少数の導入に留まったとされている。
1980年代からは、やはり軍と同様に、PAMAS G1（ベレッタM92G）の導入が開始された。また1986年より、機動憲兵隊においては、ヴィジピラート計画のような非常配備に備えた装備として、FA-MAS小銃が導入された。これに伴って短機関銃の装備はいったん廃止されたものの、その後対テロ作戦部隊を中心として、H&K MP5が配備された。また2000年代に入ると、国家警察と歩調をあわせて、制式拳銃はおおむねSIG SAUER SP2022に統一されている。
なお国家憲兵の武器使用基準については、国家警察よりも自由裁量を許したものとなっている。国家警察では、警察官の武装は警察官あるいはその保護下にあるものを守るためにのみ使用可能であり、特に危害射撃は人を守るためにのみ許されるのに対し、国家憲兵では、物や部署を守る場合にも危害射撃が可能とされる。

### 車両
2005年12月、フランス国家憲兵隊の高速道路警備隊の取り締まり車両として使用されているプジョー・306の置き換え時期が迫ったことから、その代替車として初の日本車スバル・インプレッサWRXを150台購入し準備配備されるというニュースが伝えられた。フランスではプジョー306は「追われても逃げ切れるパトカー」として知られており、その他ドイツ車をはじめとする高速車の速度違反を多数取り逃がしていたことから、それらを捕まえるためでもあると言われる。2010年からはルノー・メガーヌのスポーツバージョンである「メガーヌ ルノー・スポール」をベースとした車両も導入されている。
ツール・ド・フランスのコース上における観衆整理、走っている選手集団の警護（青灯付きの白バイで先導している）、競技の不正（ドーピング）取り締まりを行なっているのも彼らである。

### ICT
IT関連の導入・維持・管理費用を削減するため、オープンソースのソフトウェアを積極的に取り入れている。2013年現在、3万7000台のコンピュータでUbuntuを使用しており、2014年夏には7万2000台まで台数を増やし、ほぼすべてのコンピュータにオープンソースのOSを入れる予定。フランス議会上院やウィーン市政府を抜いて、単一組織としては世界最大のUbuntuユーザーとなる。

## シンボル
シンボルは手榴弾。これはイタリアのカラビニエリやイギリスのグレナディアガーズと同じで、世界中の国家憲兵に共通している。